# Pronombre débil
Pronombre débil es el nombre que se da en gramática tradicional a los pronombres y proformas clíticos y átonos de algunas lenguas. El nombre es especialmente frecuente en la mayoría de descripciones del catalán aunque también podría aplicarse al francés, al italiano, o al castellano antiguo, que poseen prácticamente las mismas formas. Corresponden a los "pronoms personnels compléments" franceses, y a los "pronomi personali complemento" italianos. 
Este tipo de pronombre se caracteriza por materializarse en formas átonas que se unen a los verbos a los que complementan y de los que dependen. Estas formas átonas sustituyen a diversos sintagmas en diferentes funciones sintácticas.